# 梶原昂希
梶原 昂希（かじわら こうき、1999年9月19日 - ）は、大分県大分市出身のプロ野球選手（外野手）。右投左打。横浜DeNAベイスターズ所属。

## 経歴

### プロ入り前
小学4年生の時に第2回WBCで2連覇をした日本代表の姿に心を打たれて野球を始め、金池少年野球団に入る。大分市立上野ヶ丘中学校では軟式野球部に所属していた。
中学校卒業後は、大分県立大分雄城台高等学校に進学。1年生時からレギュラーを獲得。2年生秋からは4番を任され、秋季大会では初戦の情報科学高校戦で3安打を放つなど活躍し、県ベスト8に貢献。3年生夏の選手権予選では、2回戦で3安打、3回戦でも安打を放つもチームは敗戦した。高校の同級生に陸上選手の兒玉芽生がおり、100m走対決を挑んだことがある。
高校卒業後は神奈川大学人間科学部に進学。1年生春からベンチ入りし、春季リーグでは開幕から3番センターで出場。神奈川工科大戦と横浜商大戦の2試合連続本塁打を放ち、リーグ優勝に貢献。続く全日本大学野球選手権では東日本国際大学戦で2本の二塁打を放っている。秋には2本の本塁打、打率.400で首位打者を獲得しベストナインに選出。冬には大学野球日本代表候補に選出されている。2年生時も夏と冬に大学野球日本代表候補に選出されている。
2021年10月11日に行われたプロ野球ドラフト会議において、横浜DeNAベイスターズから6巡目で指名を受けた。担当スカウトは欠端光則。11月27日に契約金2500万円、年俸690万円（金額は推定）で仮契約を結んだ。12月3日に行われた2022年度新入団選手記者発表会で背番号が58になったことが発表された。

### DeNA時代
2022年はルーキーの野手ではただ1人、春季キャンプから一軍に帯同していたが、開幕一軍とはならなかった。二軍の試合に出場していたが、4月6日から一軍選手に新型コロナウイルスの陽性者が相次ぎ、4月12日に代替指名選手として一軍登録される。同日、沖縄セルラースタジアム那覇で行われた読売ジャイアンツ戦で「1番・中堅手」として先発起用されプロ初出場。2打席目に戸郷翔征から、プロ初安打で初本塁打となる同点2点本塁打を放った。その後もヒットを重ね5打数4安打と結果を残した。新人がデビュー戦で本塁打を放つのは球団史上3人目。新人がデビュー戦で4安打を記録するのはセ・リーグでは初めてで、本塁打を含めた4安打はNPB史上初めてだった。その後はシーズン終了まで二軍での出場が中心だったが、フレッシュオールスターゲームではイースタン選抜として出場すると、4打席連続安打を記録し、優秀選手賞を獲得した。最終的に一軍では6試合の出場だった。二軍では68試合に出場し、打率.270、2本塁打の成績を残した。10月24日、現状維持となる推定年俸690万円で契約を更改した。
2023年は、開幕を二軍で迎えるも、打率3割をキープし、6月6日に一軍へ登録された。6月10日に抹消されるも、7月11日に再び登録されて以降は9試合に先発出場していたが、8月22日の広島東洋カープ戦（横浜スタジアム）の初回の守備でフェンス際でジャンプした際に負傷し、翌日に横浜市内の病院で右足関節靱帯損傷と診断され抹消。その後出場のないままシーズンを終えた。イースタン・リーグ公式戦では73試合に出場し打率.338、チーム最多の98安打、7本塁打を記録し優秀選手賞を受賞した。一軍では18試合に出場し、打率.200、0本塁打、2打点を記録。11月5日、60万円増となる推定年俸750万円で契約を更改した。
2024年はキャンプ時から外野のレギュラー争いに加わり、主将の牧秀悟から「打って、守れて、なおかつ足も速くて長打力もある」とポテンシャルを評価される。3月29日、「6番・中堅手」で開幕スタメンを勝ち取るも、3打席連続の空振り三振を喫し、以降も打撃の調子が上向かずに4月25日に登録を抹消された。約1か月間の二軍調整の末、5月26日に再び登録された。7月15日の広島戦（横浜）で猛打賞を記録してから次第に状態を上げ、7月19日から21日までの東京ヤクルトスワローズ戦（神宮球場）では3試合連続で猛打賞を記録。8月9日のヤクルト戦（横浜）では、2年ぶりの本塁打含む3安打2打点の活躍で勝利に貢献し、初のお立ち台に上がった。7月以降は一番打者として定着し、8月22日の中日ドラゴンズ戦（横浜）では、初回に自身初の先頭打者本塁打を記録。8月25日のヤクルト戦まで16試合連続安打を記録するなど好調を維持した。最終的に91試合に出場し、打率.292、4本塁打、30打点、16盗塁を記録。11月21日、1450万円増となる推定年俸2200万円で契約を更改した。
2025年も開幕スタメンの座をつかみ、3月28日に「1番・中堅手」で出場。30日にはチーム第1号本塁打を打った。開幕から18試合連続で1番打者を務めたが、徐々に調子を落とし、2試合で打順を下げられたのち、4月25日の試合でこの年初めてスタメンから外された。5月3日の試合でスタメン起用されるも、3打数無安打2三振で途中交代となった。26試合の出場で打率.229、1本塁打、OPS.580の成績で、5日に出場選手登録を抹消された。ファームで石井琢朗野手コーチの指導のもと、連日、早出特打を行って調整を続けた。23日に再度出場選手登録の予定で、同日の広島戦が行われるマツダスタジアムでの試合前練習に合流していたが、体調不良のため登録は急遽見送られ、30日に出場選手登録された。打率は上向かず、47試合の出場で打率.218、1本塁打の成績で、7月7日に2度目の抹消となる。8月1日に出場選手登録されるも、急遽昇格が決まったものだったのか、当日の一軍練習に合流できなかった。

## 選手としての特徴・人物

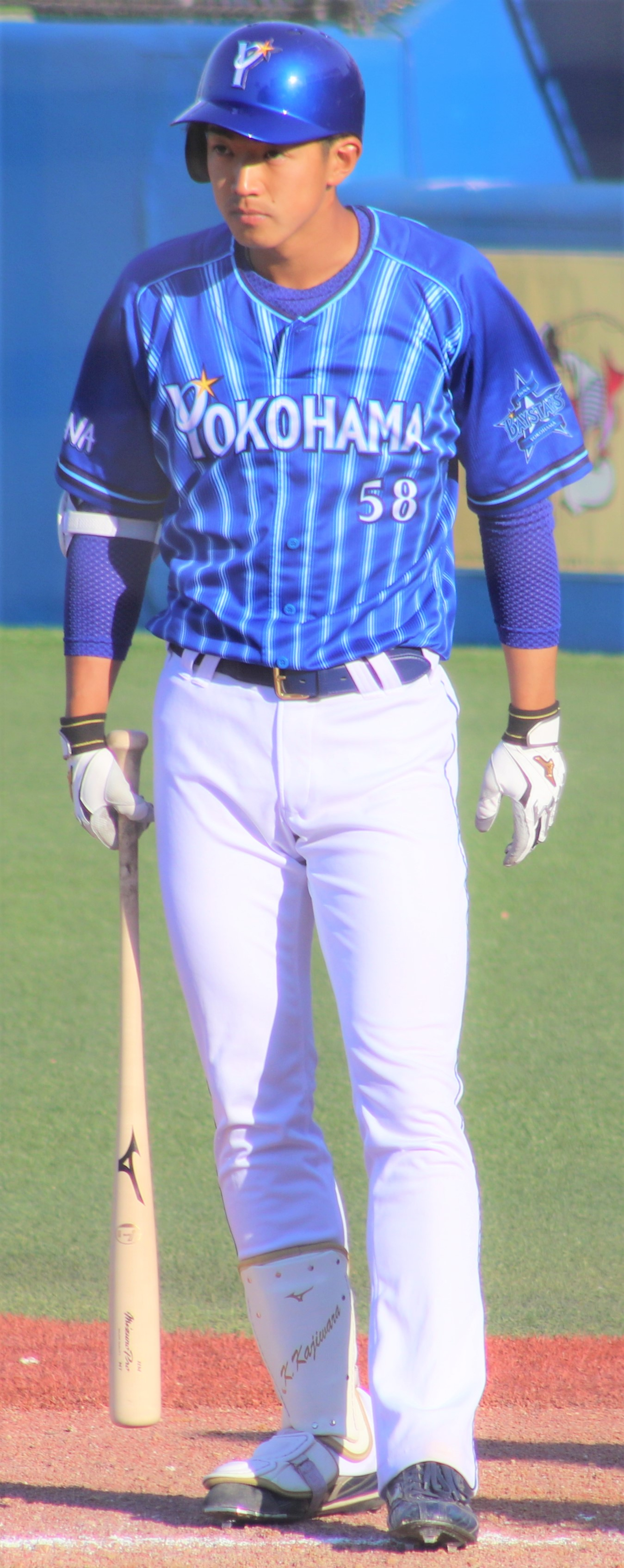
2022年3月15日 明治神宮野球場

打撃では、低めの打球も長打にできるパワーを持つ。50m走5秒8の俊足で遠投110mと肩の強さも持ち合わせ三拍子揃った選手であり、野球解説者の谷繁元信も「走・攻・守すべてのレベルが高い選手」とポテンシャルの高さを評価している。四球を選ぶことが極端に少ない。2024年シーズンは対左投手打率.300、対右投手.288と、対左を苦にしない打撃も特徴だった。
愛称は「カジ」、「ゲジ」、「かじーた」。
趣味は海釣り。三枚おろしや料理も得意。しかし、青星寮入寮時には「野球に集中したいから」という理由から釣り道具一式は持ち込まなかった。
神奈川大学時代から家系ラーメンを好んでおり、体重増加のために入団会見後から入寮までの約1か月間で20杯のラーメンを食べて約4kgの増量に成功した。
衛藤美彩の弟と幼馴染の同級生で、衛藤とも幼い頃から交流がある。

## 詳細情報

### 年度別打撃成績
| 年 度     | 球 団     | 試 合 | 打 席 | 打 数 | 得 点 | 安 打 | 二 塁 打 | 三 塁 打 | 本 塁 打 | 塁 打 | 打 点 | 盗 塁 | 盗 塁 死 | 犠 打 | 犠 飛 | 四 球 | 敬 遠 | 死 球 | 三 振 | 併 殺 打 | 打 率 | 出 塁 率 | 長 打 率 | O P S |
| --------- | --------- | ----- | ----- | ----- | ----- | ----- | -------- | -------- | -------- | ----- | ----- | ----- | -------- | ----- | ----- | ----- | ----- | ----- | ----- | -------- | ----- | -------- | -------- | ----- |
| 2022      | DeNA      | 6     | 15    | 15    | 2     | 4     | 0        | 0        | 1        | 7     | 2     | 0     | 0        | 0     | 0     | 0     | 0     | 0     | 9     | 0        | .267  | .267     | .467     | .733  |
| 2023      | DeNA      | 21    | 54    | 53    | 1     | 12    | 2        | 1        | 0        | 16    | 2     | 1     | 1        | 0     | 0     | 1     | 0     | 0     | 18    | 1        | .226  | .241     | .302     | .543  |
| 2024      | DeNA      | 91    | 351   | 339   | 49    | 99    | 16       | 3        | 4        | 133   | 30    | 16    | 2        | 1     | 0     | 7     | 3     | 4     | 98    | 2        | .292  | .314     | .392     | .707  |
| 通算：3年 | 通算：3年 | 118   | 420   | 407   | 52    | 115   | 18       | 4        | 5        | 156   | 34    | 17    | 3        | 1     | 0     | 8     | 3     | 4     | 125   | 3        | .283  | .303     | .383     | .686  |

- 2024年度シーズン終了時

### 年度別守備成績
| 年 度 | 球 団 | 外野  | 外野  | 外野  | 外野  | 外野  | 外野     |
| 年 度 | 球 団 | 試 合 | 刺 殺 | 補 殺 | 失 策 | 併 殺 | 守 備 率 |
| ----- | ----- | ----- | ----- | ----- | ----- | ----- | -------- |
| 2022  | DeNA  | 3     | 3     | 0     | 0     | 0     | 1.000    |
| 2023  | DeNA  | 15    | 29    | 0     | 0     | 0     | 1.000    |
| 2024  | DeNA  | 80    | 124   | 4     | 1     | 0     | .992     |
| 通算  | 通算  | 98    | 156   | 4     | 1     | 0     | .994     |

- 2024年度シーズン終了時

### 記録
初記録
- 初出場・初先発出場：2022年4月12日、対読売ジャイアンツ1回戦（沖縄セルラースタジアム那覇）、「1番・中堅手」で先発出場[14]
- 初打席：同上、1回表に戸郷翔征から空振り三振
- 初安打・初本塁打・初打点：同上、3回表に戸郷翔征から中越2ラン[15]
- 初盗塁：2023年7月23日、対読売ジャイアンツ15回戦（横浜スタジアム）、8回裏に二盗（投手：アルベルト・バルドナード、捕手：大城卓三）

### 背番号
- 58（2022年[11] - ）